# Акрогерија
Акрогерија (Готронов синдром) је стање коже које карактерише превремено старење, обично у облику необично крхке, танке коже на рукама и стопалима (дистални екстремитети).  Префикс „acro“ потиче од грчког acros који алудира на „екстремитет, врх“, док суфикс „geria“ потиче од грчког geron што значи „старешина“.
Ово је један од класичних конгениталних синдрома прераног старења, који се јавља у раној младости, други су пангерија ( Вернеров синдром ) и прогерија (Хочкинсон–Гилфордов синдром), а окарактерисан је 1940.  Акрогерију је првобитно описао Готтрон 1941. године, када је приметио прерано старење коже локализовано на рукама и стопалима код два брата. Проблем је био присутан од рођења.
Почетак је често у раном детињству, напредује у наредних неколико година, а затим остаје стабилан током времена, а морфологија, боја и место остају константни. Примећена је тенденција стварања модрица.  Мутације гена ЦОЛ3А1, лоцираног на хромозому 2к31–к32, пријављене су у различитим фенотиповима, укључујући акрогерију и васкуларну руптуру код Екслерс-Данлосовог синдрома (посебније тип IV). 